# Modern Guy
Modern Guy byla francouzská hudební skupina. Vznikla v roce 1979 a jejími členy byli zpěvák Guillaume Israël, kytarista Yann Lecker, baskytarista Jean-François Coen a saxofonista Philippe Férin. Své první studiové album nazvané Une nouvelle vie skupina vydala v roce 1981 prostřednictvím vydavatelství Celluloid Records. Jeho vydání předcházel singl „Electrique Sylvie“ (na straně B byla píseň „Juste Besoin“) vydaný v září 1980. Producentem alba byl velšský hudebník John Cale. Vedle členů skupiny se na albu podílel také americký klávesista Richard Sohl. Píseň „Electrique Sylvie“, která se stala hitem, v pozdějších letech vyšla na řadě kompilačních alb.
Později vyšlo ještě eponymní EP s pěti studiovými a jednou koncertní nahrávkou. Skupina ukončila svou činnost v roce 1981. Po rozpadu skupiny hrál Jean-François Coen s kapelou Juliette & les Indépendants a rovněž vydal několik sólových alb. Guillaume Israël později napsal několik písní pro zpěvačku Lio a zemřel v roce 1987.

## Diskografie
- „Electrique Sylvie“ (1980) – singl
- Une nouvelle vie (1981) – studiové album
- Modern Guy (1981) – EP